# Feldbahn des Sodawerkes Bernburg
| Zug der Feldbahn |                     |                                 |                                 |
| Streckenlänge: | 2 km                |                                 |                                 |
| Spurweite: | 900 mm (Schmalspur) |                                 |                                 |
| Stromsystem: | 600 V ~             |                                 |                                 |
| Streckengeschwindigkeit: | 30 km/h             |                                 |                                 |
| |                     |                                 |                                 |
| \| \| 0,0 \| Tagebau Verladebunker \| Tagebau Verladebunker \| \| \| 0,2 \| Tunnel (375 m) \| Tunnel (375 m) \| \| \| 0,8 \| Tunnel (70 m) \| Tunnel (70 m) \| \| \| \| Depot Am Felsenkeller \| \| \| \| \| Bundesstraße 185 \| \| \| \| \| Am Felsenkeller \| \| \| \| \| Saale \| \| \| \| \| Bahnstrecke Köthen–Aschersleben \| \| \| \| 2,0 \| Sodawerk Bernburg \| Sodawerk Bernburg \| \| \| \| Bahnstrecke Köthen–Aschersleben \| \| |                     |                                 |                                 |
| Betriebs-/Güterbahnhof Streckenanfang | 0,0                 | Tagebau Verladebunker           | Tagebau Verladebunker           |
| Tunnel | 0,2                 | Tunnel (375 m)                  | Tunnel (375 m)                  |
| Tunnel | 0,8                 | Tunnel (70 m)                   | Tunnel (70 m)                   |
| Blockstelle |                     | Depot Am Felsenkeller           | Depot Am Felsenkeller           |
| Strecke mit Straßenbrücke |                     | Bundesstraße 185                | Bundesstraße 185                |
| Bahnübergang |                     | Am Felsenkeller                 | Am Felsenkeller                 |
| Brücke über Wasserlauf |                     | Saale                           | Saale                           |
| Strecke · Strecke von links |                     | Bahnstrecke Köthen–Aschersleben | Bahnstrecke Köthen–Aschersleben |
| Betriebs-/Güterbahnhof Streckenende · Dienststation / Betriebs- oder Güterbahnhof | 2,0                 | Sodawerk Bernburg               | Sodawerk Bernburg               |
| Strecke nach links |                     | Bahnstrecke Köthen–Aschersleben | Bahnstrecke Köthen–Aschersleben |

Die Feldbahn des Sodawerkes Bernburg ist eine Feldbahn in Bernburg in Sachsen-Anhalt, die dem Transport von Kalkstein aus dem werkseigenen Steinbruch zum Sodawerk der Solvay Chemicals GmbH dient. Ihre Spurweite beträgt 900 mm. Die etwa zwei Kilometer lange Strecke ist eingleisig und elektrifiziert.

## Geschichte
Im Tagebau nördlich des Werks wird seit 1925 Kalkstein gewonnen. Anfänglich erfolgte der Transport mit einer Materialseilbahn. Die Schmalspurbahn nahm 1958 ihren Betrieb auf. Sie ersetzte die nach dem Zweiten Weltkrieg stark verschlissene Seilbahn und wurde teilweise auf deren Trasse errichtet. Ausschlaggebend für die Wahl der Spurweite war deshalb auch der Querschnitt der vorhandenen Tunnel.

## Streckenverlauf und Betrieb

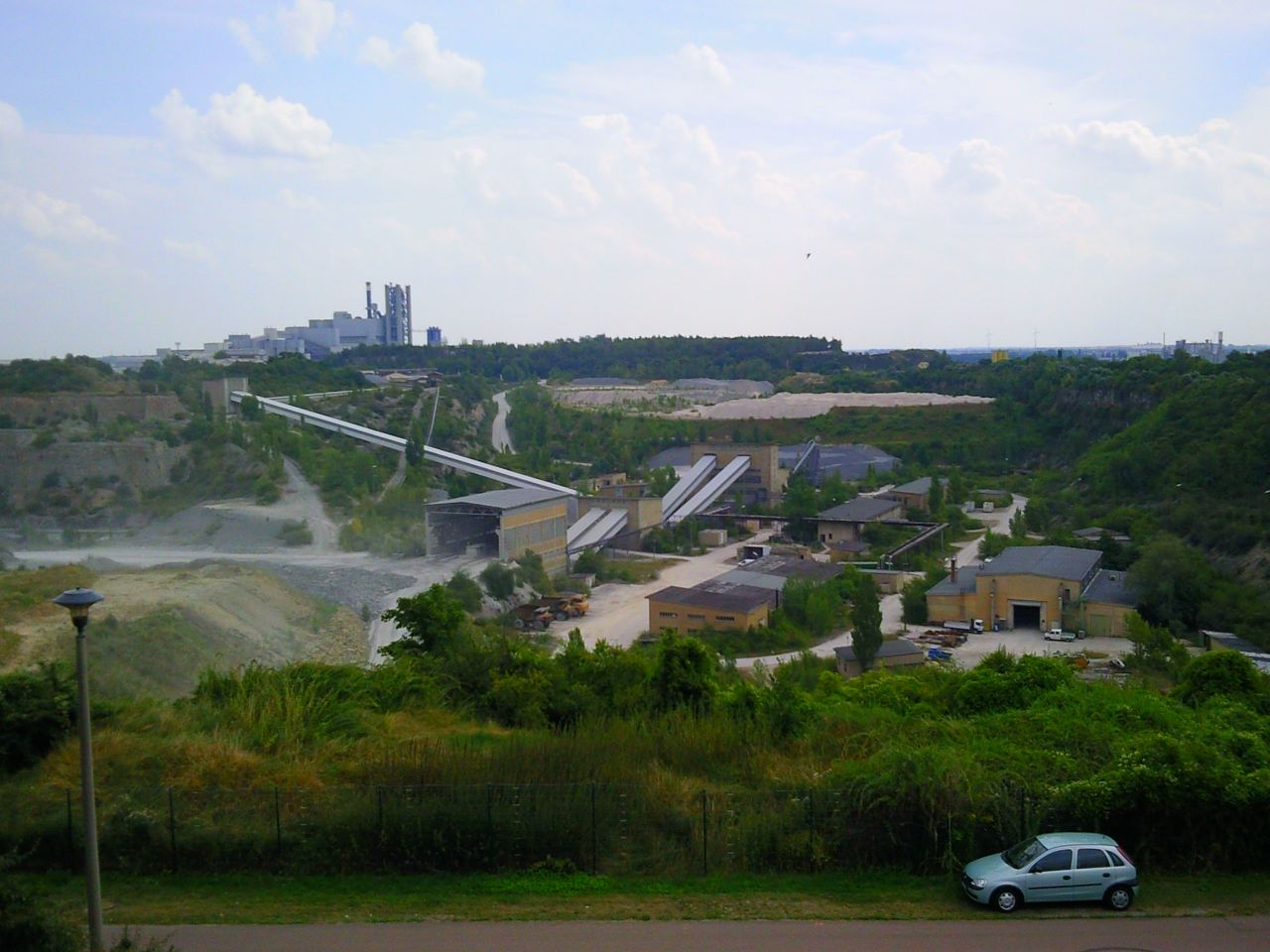
Bernburger Kalksteinbruch

Im Steinbruch wird der Kalkstein über einen Verladebunker in die Wagen der Schmalspurbahn verbracht. Linksseitig der Saale verläuft die Strecke durch einen 375 m langen Tunnel, einen stillgelegten Steinbruch, einen kleineren, 70 m langen Tunnel, und führt an Lokschuppen mit Ausweichgleis vorbei. Nach der Unterquerung der Ortsumgehung Bernburg der B 185 steigt die Strecke steil zur Saalebrücke an, welche flussabwärts unmittelbar neben der Brücke der Bahnstrecke Köthen–Aschersleben liegt. Am rechten Saaleufer endet die Bahn in einem modernisierten Entladebunker. Ein zweiter Bunker ist stillgelegt. Von den Bunkerkammern wird das Gestein über Schrägaufzüge in die Öfen befördert.

## Fahrzeuge
Der Lokschuppen mit Werkstatt befindet sich etwa auf halber Strecke bei der Straße Am Felsenkeller. Im Jahre 1959 wurden vier Lokomotiven des LEW-Typs EL 3 geliefert, die 1978 durch die zwei zuletzt gebauten Lokomotiven desselben Typs ersetzt wurden und die bis zum Jahre 2006 bundesweit die letzten regelmäßig in Dienst stehenden Lokomotiven dieses Typs waren. Gleichzeitig waren die 1978 gelieferten Lokomotiven mit den Herstellernummern LEW 16433 und 16434 die letzten Lokomotiven dieses Typs. 2006 wurden diese durch zwei neue Lokomotiven der Schalker Eisenhütte ersetzt. Im Regelfall verkehrt nur ein Zug, bestehend aus E-Lok und fünf Mühlhäuser-Kippern (Sattelbodenentleerer), die zweite E-Lok steht als Reserve bereit. Die beiden Lokomotiven des Typs EL 3 befinden sich weiterhin im Besitz der Feldbahn. Die Lokomotive mit der Herstellernummer 16433 steht auf einem Abstellgleis neben dem Lokschuppen und wurde viele Jahre nach 2006 als dritte Reservelok vorgehalten. Inzwischen wird sie allerdings nicht mehr betriebsfähig erhalten. Die zweite Lokomotive mit der Herstellernummer 16434 befindet sich im inneren Gelände des Tagebaus als Technisches Denkmal. Standort der Lokomotive EL 3 LEW 16434: 51° 48′ 39,5″ N, 11° 43′ 51,8″ O. Die Bahn wird bedarfsweise auch an Wochenenden und Feiertagen betrieben.

## Weitere Bahnen des Sodawerks
In das Sodawerk Bernburg führt eine normalspurige Anschlussbahn, die von LEW V 60 D des Werkes befahren wird.